# Тарханова, Глафира Александровна
Глафи́ра Алекса́ндровна Тарха́нова (род. 9 ноября 1983, Электросталь, Московская область, РСФСР, СССР) — российская актриса театра и кино.

## Биография
Родилась 9 ноября 1983 года в Электростали (Московская область) в семье актёров театра кукол. Есть сводные брат Мирон и сестра Иллария. После школы поступила в школу Галины Вишневской на отделение оперного пения, которую окончила в 2001 году. В 1998 году дебютировала в кино, совместно с отчимом Михаилом снялась в массовке для фильма «Сибирский цирюльник». В 2005 году окончила актёрский факультет школы-студии МХАТ (курс Константина Райкина).
С января 2002 года актриса играет в театре «Сатирикон».
В 2008 году окончила МГУ, получив второе высшее образование психолога.

### Личная жизнь
Муж — актёр Малого театра Алексей Фаддеев
- сын — Корней (2008)
- сын — Ермолай (2010)[6]
- сын — Гордей (род. 2 ноября 2012)[7].
- сын — Никифор (род. 19 сентября 2017 года)[8][9].
- дочь — Лукерья (род. 18 июня 2024 года).

## Творчество
С 2002 по 2021 год была артисткой театра «Сатирикон».
В 2003 году получила премию «Дебюты Москвы» за роль Полиньки в постановке «Доходное место», критики высоко оценили её работу и назвали «молодой Бабановой». В 2004 году получила награду «Хрустальная Турандот» за роль в постановке «Ричард III».
Дебют актрисы в кино состоялся в 2003 году в фильме «Театральный блюз», но популярность к ней пришла в 2006 году с выходом сериала «Громовы». В 2005 году была вынуждена отказаться от главной роли в фильме «Человек-амфибия» из-за занятости в театре.
В 2009 году снялась для благотворительного календаря «Русский силуэт».
В 2015 году получила премию «Femme Fatale — Роковая женщина года».
В 2016 году была ведущей программы «Спасите моего ребёнка». Также стала участницей 10-го сезона проекта «Танцы со звёздами».
30 сентября 2017 года одержала победу во втором фестивале кино, культуры и искусства «Амурская осень в провинции Ляонин» в номинации «Лучшая женская роль» за роль в фильме «Чудная баба». В октябре приняла участие в арт-проекте «Semita portus: откровения в лицах и словах».

## Роли в театре
- «Деньги» — Настя[22][23]
- «Маскарад» — Нина[24]
- «Доходное место» — Полинька
- «Шантеклер» — Мотылёк, Совка[25]
- «Ай да Пушкин…»[25]
- «Король Лир» — Корделия
- «Ричард III» — леди Анна
- «Колесо Фортуны» — Анка[2]
- «Мужской аромат»[26]
- «Укрощение» — Бьянка[27]
- «Осторожно, женщины!»[28]
- «Козлёнок в молоке»[29]
- «Однажды дважды» — Она[30]
- «Тайга»
- «Папа, мама я и Офелия… или Мой папа — КВН-щик»
- «Это беспощадное искусство»[31]
- «Заяц Love story»[32]

## Фильмография
| Год       |     | Название                                                  | Роль                                                                        |
| --------- | --- | --------------------------------------------------------- | --------------------------------------------------------------------------- |
| 1998      | ф   | Сибирский цирюльник                                       | девушка на ярмарке                                                          |
| 2003      | ф   | Театральный блюз                                          | Фиона Богуславская                                                          |
| 2004      | кор | Шуточка                                                   | Наденька                                                                    |
| 2005      | с   | Гибель империи                                            | Таня Зайцева                                                                |
| 2005      | ф   | Казароза                                                  | Попутчица                                                                   |
| 2006      | ф   | Бесы                                                      | Лиза                                                                        |
| 2006      | с   | Главный калибр                                            | Людмила                                                                     |
| 2006      | с   | Громовы                                                   | Настя Громова                                                               |
| 2006      | ф   | Любовники                                                 | Дина                                                                        |
| 2006      | ф   | Пороки и их поклонники                                    | Мария Тюрина                                                                |
| 2006      | кор | Силеньсио                                                 | Имя персонажа не указано                                                    |
| 2007      | с   | Три дня в Одессе / Александровский сад 2                  | Майя                                                                        |
| 2007      | с   | Громовы. Дом надежды                                      | Настя Громова                                                               |
| 2007      | тф  | Женская дружба                                            | Наташа                                                                      |
| 2007      | с   | Морозов                                                   | Юля Морозова                                                                |
| 2007      | с   | Служба доверия                                            | Лариса                                                                      |
| 2007      | с   | Срочно в номер                                            | Валентина                                                                   |
| 2008      | с   | Охота на Берию / Александровский сад 3                    | Майя Кольцова                                                               |
| 2008      | с   | Кружева                                                   | Евгения Вершинина                                                           |
| 2008      | с   | Срочно в номер 2                                          | Валентина                                                                   |
| 2009      | тф  | Чужие души                                                | Жанна                                                                       |
| 2010      | док | Доходное место / Константин Райкин. Театр строгого режима | Полинька                                                                    |
| 2010      | с   | Застывшие депеши                                          | Даш Майер                                                                   |
| 2010      | тф  | Путь к себе                                               | Рада Светлова                                                               |
| 2010      | ф   | С приветом, Козаностра                                    | Тамара Чернышова                                                            |
| 2010      | ф   | Три женщины Достоевского                                  | Аполлинария Суслова                                                         |
| 2010      | с   | Цвет пламени                                              | Алина                                                                       |
| 2010      | тф  | Цветы от Лизы                                             | Лиза                                                                        |
| 2011      | тф  | Белая ворона                                              | Дуня                                                                        |
| 2011      | ф   | Эта женщина ко мне                                        | Настя Рогожкина                                                             |
| 2011      | тф  | Лучший друг семьи                                         | Вера Андреева в молодости / Таня, дочь Веры                                 |
| 2011      | ф   | Чужие крылья                                              | Полина Сергеевна Рудакова                                                   |
| 2012      | с   | Развод                                                    | Наташа Герасимова                                                           |
| 2012      | с   | Сердце не камень                                          | Антонина Погодина                                                           |
| 2013      | с   | Берега моей мечты                                         | Лена Колмогорова                                                            |
| 2013      | ф   | Два Ивана                                                 | Ольга Круглова                                                              |
| 2013      | тф  | Проверка на любовь                                        | Надя Бурякова                                                               |
| 2013      | с   | Семейное счастье                                          | Варя                                                                        |
| 2013      | ф   | Собачий рай                                               | Катя                                                                        |
| 2013      | тф  | Счастливый маршрут                                        | Женя                                                                        |
| 2014—2015 | с   | Год в Тоскане                                             | Марина Фарбей                                                               |
| 2014      | ф   | Золотая невеста                                           | Надя                                                                        |
| 2014      | с   | Кураж                                                     | Вера                                                                        |
| 2014      | ф   | Папа для Софии                                            | Рита Серова                                                                 |
| 2014      | ф   | Слабая женщина                                            | Людмила Щербакова                                                           |
| 2015      | с   | Измены                                                    | Дарья Щукина                                                                |
| 2015      | с   | По секрету всему свету                                    | Нюта Любимова                                                               |
| 2016      | с   | Письмо надежды                                            | Вера Краснова                                                               |
| 2017      | с   | Любить и верить                                           | Светлана                                                                    |
| 2017      | ф   | Блюз для сентября                                         | Наташа Исаева                                                               |
| 2017      | с   | Благие намерения                                          | Инга                                                                        |
| 2017      | с   | Перекрёстки                                               | Алиса Алексеева                                                             |
| 2017      | кор | Чудная баба                                               | Имя персонажа не указано                                                    |
| 2018      | с   | Синичка                                                   | Ульяна Игоревна Синицына, психолог                                          |
| 2018      | с   | Синичка 2                                                 | Ульяна Игоревна Синицына, психолог                                          |
| 2018      | с   | Третий должен уйти                                        | Лиза Андреева                                                               |
| 2018      | ф   | Ускользающая жизнь                                        | Альбина Виленская                                                           |
| 2018      | ф   | Куда течёт море                                           | мама Таисии                                                                 |
| 2019      | с   | Ведьма                                                    | Роза                                                                        |
| 2019      | с   | Паромщица                                                 | Надежда Титова                                                              |
| 2019      | ф   | Наши мамы (в производстве)                                | Имя персонажа не указано                                                    |
| 2019      | мс  | Сказочный патруль                                         | Алиса                                                                       |
| 2019      | с   | У причала                                                 | Имя персонажа не указано                                                    |
| 2020      | с   | Синичка 3                                                 | Ульяна Игоревна Синицына, психолог                                          |
| 2020      | с   | Синичка 4                                                 | Ульяна Игоревна Синицына, психолог                                          |
| 2021      | ф   | Свет в твоём окне                                         | Алёна                                                                       |
| 2021      | с   | Синичка 5                                                 | Ульяна Игоревна Синицына, психолог                                          |
| 2022      | с   | Закрыть гештальт                                          | блогер Екатерина Тобольцева (главная роль)                                  |
| 2022      | с   | Иду за тобой                                              | следователь Елена Савина (главная роль)                                     |
| 2022      | с   | Тихие воды                                                | однокурсница Киры, психиатр Лёлечка                                         |
| 2022      | с   | Тихие воды-2                                              | психиатр Лёлечка                                                            |
| 2023      | ф   | Баба Яга спасает мир                                      | Марья                                                                       |
| 2024      | ф   | Баба Яга спасает Новый год                                | Марья                                                                       |
| 2024      | с   | Обоюдное согласие-2                                       | Марина Евгеньевна Венишева, врач-кардиолог, многодетная мать (главная роль) |